# Fouquier de Valensole
Fouquier ou Foucher ou encore Fulcher, dit de Valensole ou encore le Jeune (mort av.918) est un noble appartenant à l'aristocratie foncière gallo-romaine provençale. Il est parfois numéroté Foucher II pour le distinguer de son père. Il est le père du saint Maïeul/Mayeul et considéré par certains auteurs comme auteur de la famille d'Agoult.

## Biographie

### Origines
Fouquier, Foucher ou Fulcher (en latin Fulcherius, Fulcherio) est le fils de Fouquier/Fulcher. Son père appartient à « l'aristocratie provençale d'origine gallo-romaine »
Il est généralement associé au cognomen « de Valensole », par différents historiens, dans la mesure où il s'agit d'une terre située au cœur de ses différentes possessions dans la région. Méhu (2008) lui donne pour surnom le Jeune, afin de le distinguer de son père.

### Seigneur provençal
Il est principalement connu à travers une charte de l'abbaye de Cluny (CLU 105), datée du 3 septembre 909 qui détaille le douaire concédé à sa femme Raimodis, probable fille de Maïeul/Mayeul. Elle pourrait être issue de la famille des vicomtes de Narbonne, en étant soit la fille de Maïeul/Mayeul, vicomte (Poly, 1976), soit de Maïeul/Mayeul, le fils du vicomte Maïeul/Mayeul (Magnani, 1999). Selon cette charte, « Fouquier de Valensole était de « loi romaine » et son fils Maïeul est « de race provençale, illustre par la noblesse de ses ancêtres gaulois » »,.
À travers cette charte, il apparait à cette date comme un des plus grands propriétaires fonciers de Provence, possédant plusieurs dizaines de villae dispersées dans toute la région,. Elles se trouvent en particulier dans les pagus d'Aix, d'Apt, de Venasque, de Riez, de Senez, de Glandevès, de Draguignan et de Fréjus,,. A titre de comparaison, le comte de Provence contemporain, Teutbert, n'en possède même pas une demi-douzaine.
Le début du Xe siècle en Provence et en Septimanie est cependant marqué par de violents affrontements entre Hugues d'Arles et ses familiers et les aristocrates locaux,. Arrivé en Provence en 905, Hugues a déjà chassé le comte Thibert dès 908, et est institué marquis de Provence en 912 par le roi Louis l'Aveugle qui, dans l'incapacité de gouverner, l'a nommé régent. L'ambitieuse noblesse bourguignonne accapare rapidement les charges ecclésiastiques et s'attaque aux propriétaires fonciers locaux afin de se tailler des fiefs. On observe dans les sources un véritable exode des élites opposées à Hugues (assassinat de l'archevêque Arnuste de Narbonne, exil des évêques Anfos de Venasque et Ajambert de Vaison, fuite du clerc arlésien Guigues à Gérone), confirmé dans l'onomastique avec la disparition quasi totale des noms d'origine romaines (qui ne représentent plus que 20% du stock onomastique dès le milieu du siècle avant de disparaitre complètement au suivant, et, en dehors des noms de prélats, portés exclusivement par quatre familles se réclamant romaines).
Fulcher le Jeune trouve la mort avec sa femme dans ce contexte avant 918, très probablement dans une escarmouche avec les pirates sarrasins implantés à Fraxinet et implantés ou, à tout le moins, utilisés par Hugues pour chasser ses opposants[réf. nécessaire]. En effet, à cette date, leurs fils Maïeul/Mayeul et Eric pourraient avoir trouvé refuge vers 916-918 dans le Mâconnais. Aubry II de Mâcon, fils du vicomte Maïeul/Mayeul et donc probablement leur oncle maternel, est devenu comte de Mâcon après avoir été chassé de sa vicomté de Narbonne par le parti bourguignon, représenté en Septimanie par les vicomtes de Béziers,.

## Famille
Fouquier épouse, en septembre 909, Raimodis, fille de Maïeul/Mayeul et Landrada. Ils ont deux fils : 
- Eyric (c.909 - av 992)
assassiné par Garac de Castellane-Lacoste[20]
l'auteur Jean Méhu considère qu'il pourrait être le père d'Imbert/Humbert Ier, dit d'Agoult.
- Maïeul/Mayeul, dit de Cluny (c.910 - 994), abbé de Cluny (954-994).